# Hans Swarowski

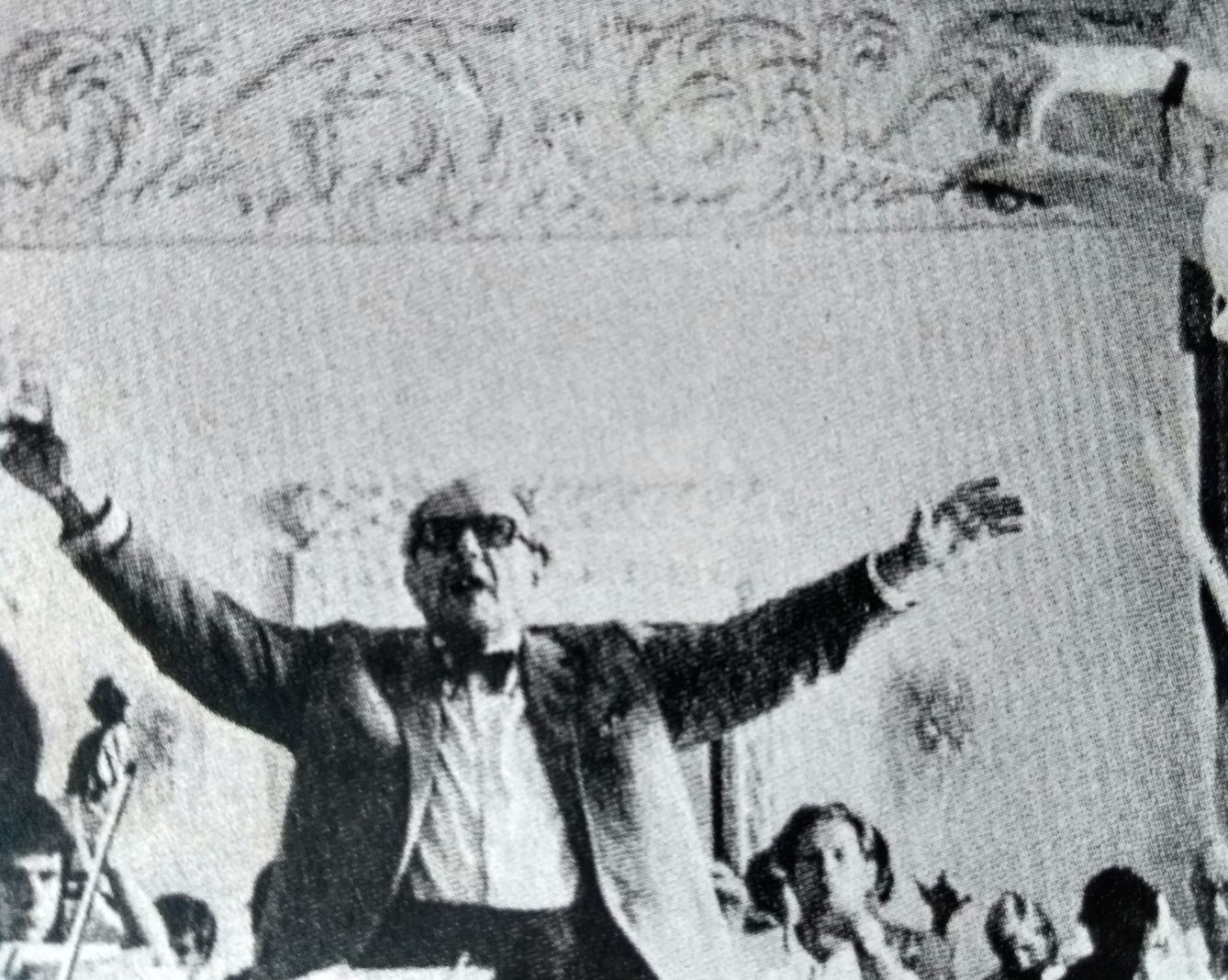
1972

Hans Swarowski (16 de septiembre de 1899, Budapest, Hungría - 10 de septiembre de 1975, Salzburgo, Austria). Director de orquesta y profesor de dirección austriaco. 

## Biografía
Estudió teoría musical y dirección de orquesta en Viena, con Arnold Schoenberg y Anton Webern. Sus primeros empleos como director de ópera tuvieron lugar en la Volksoper de Viena y la Ópera de Stuttgat. Posteriormente trabajó en Gera, Hamburgo, Berlín y Zúrich. Colaboró con Richard Strauss y Clemens Krauss en la elaboración del libreto de la ópera Capriccio. 
Tras la Segunda Guerra Mundial fue director de la Orquesta Sinfónica de Viena (1946-1947) y de la Ópera de Graz (1947-1950), antes de abandonar la dirección de orquesta, para concentrarse en la enseñanza, aunque entre 1957 y 1959 ostentó la dirección titular de la Royal Scottish National Orchestra, en Glasgow. Dio clases de dirección en la Universidad de Música y Arte Dramático de Viena, escuela en la que enseñó a algunos de los más grandes directores de la segunda mital del siglo XX, entre ellos Claudio Abbado, Ulf Söderblom, Jacques Delacote, Theodor Guschlbauer, los hermanos Ádám e Iván Fischer, James Allen Gähres, Christoph Haas, Mariss Jansons, Zubin Mehta, Giuseppe Sinopoli, Peter Schneider, Bruno Weil y, entre los españoles, Jesús López Cobos, Miguel Ángel Gómez Martínez y Luis Antonio García Navarro. 
Las conferencias y ensayos de Swarowski sobre  interpretación y dirección orquestal fueron reunidos en la publicación Wahrung der Gestalt (Preservar la forma).